# Alexandr Samuel
Alexandr Samuel (* 11. července 1971) je bývalý český fotbalista, obránce. Po skončení aktivní kariéry působí jako mládežnický trenér v FC Slavoj Vyšehrad.

## Fotbalová kariéra
Hrál za SKP Union Cheb a FK Švarc Benešov. V československé a české lize nastoupil ve 25 utkáních.

## Ligová bilance
| Ročník                                   | Zápasy | Góly | Klub             |
| ---------------------------------------- | ------ | ---- | ---------------- |
| 1. československá fotbalová liga 1990/91 | 13     | 0    | SKP Union Cheb   |
| 1. československá fotbalová liga 1991/92 | 1      | 0    | SKP Union Cheb   |
| 1. česká fotbalová liga 1994/95          | 11     | 0    | FK Švarc Benešov |
| CELKEM                                   | 25     | 0    |                  |